# Primera Avenida Noreste
La 1.ª Avenida Noreste (Primera Avenida Noreste) es una pequeña avenida ubicada en el cuadrante noreste de Managua, Nicaragua. Su trazado original ha sido fragmentado en varios segmentos debido a trabajos de construcción y diseño urbano en el área del Centro Cívico.

## Trazado
La avenida se presenta en dos tramos principales:
- Segmento norte: Comienza en el Paseo Xolotlán, en el Malecón de Managua, frente a la Casa de los Pueblos, y desciende hacia el sur hasta perder continuidad debido a construcciones públicas.
- Segmento sur: Reaparece tras la demolición de edificaciones del antiguo Centro Cívico, comenzando detrás de la Antigua Catedral de Managua en la 5.ª Calle Noreste, avanzando hacia el sur hasta incorporarse a la Pista Gaza.

## Intersecciones principales
- Paseo Xolotlán – inicio junto al malecón
- 5.ª Calle Noreste – punto de reaparición tras el Centro Cívico
- Pista Gaza – extremo sur

## Barrios que atraviesa
- Sector urbano ribereño del Malecón de Managua
- Área del antiguo Centro Cívico (sitio de la Antigua Catedral de Managua)

## Coordenadas
- Punto inicio: 12°8′30″N 86°15′05″O / 12.14167, -86.25139
- Punto sur final: 12°8′15″N 86°15′00″O / 12.13750, -86.25000